# Babybird
Babybird är ett brittiskt indierockband, bildat 1995 av Stephen Jones. Bandet hade 1996 en hit med låten "You're Gorgeous". Babybird var verksamma till år 2011 och upplöstes 2013. Bandet samlades åter 2017.

## Diskografi (urval)
Album
- 1995 – I Was Born a Man
- 1995 – Bad Shave
- 1996 – Fatherhood
- 1996 – The Happiest Man Alive
- 1996 – Ugly Beautiful
- 1998 – There's Something Going On
- 2000 – Bugged
- 2006 – Between My Ears There's Nothing But Music
- 2010 – Ex-Maniac
- 2011 – The Pleasures of Self Destruction
- 2015 – The Last Album
- 2015 – Back to the Womb
- 2016 – Life After Death
- 2016 – Take My Air
- 2017 – The Wrong Words
- 2017 – I Miss Myself
- 2017 – I Miss Myself 2
- 2017 – People Do Stupid Things
- 2017 – King of Nothing Part One
- 2018 – King of Nothing Part Two

Singlar (topp 40 på UK Singles Chart)
- 1996 – "Goodnight" (#28)
- 1996 – "You're Gorgeous" (#3)
- 1997 – "Candy Girl" (#14)
- 1997 – "Cornershop" (#37)
- 1998 – "Bad Old Man" (#31)
- 1998 – "If You'll Be Mine" (#28)
- 1999 – "Back Together" (#22)
- 2000 – "The F-Word" (#35)